# 尤爾瓦角
尤爾瓦角（英語：Jurva Point）是南極洲的海岬，處於比斯科群島的雷諾島東南部，在1957年被繪入阿根廷地圖，以芬蘭海洋學家命名，現時由南極條約體系管理。